# Gregor af Tours
Gregor af Tours (født ca. 538, død 17. november 594) var en gallo-romersk historiker og biskop af Tours. Det gjorde ham til den toneangivende prælat i det nydannede Frankerrige og i det romersk prægede Aquitanien og Sydgallien. Han forsøgte at skabe en litterær stil af et kluntet og fejlfyldt senlatinsk skriftsprog. Resultatet blev et levende sprog, præget af frankiske og alemanniske ord.

## Frankerkrøniken
Gregor er den vigtigste samtidige kilde til vores viden om merovingernes historie. Det væsentligste værk i den sammenhæng er hans tibindsværk Decem Libri Historiarum ("Ti historiebøger"), som af eftertiden har fået navnet Historia Francorum ("Frankernes historie" eller Frankerkrøniken). Han skrev mange værker om religiøse emner (se nedenfor).
Gregors familie tilhørte de allerøverste lag af det gamle gallo-romerske aristokrati. Både på mødrene og fædrene side var han i familie med senatorer i Clermont i Auvergne. Desuden var han beslægtet med de fleste af biskopperne i Tours op til hans egen indsættelse.
Han tilbragte det meste af sin tid i Tours og nåede kun til Paris på én af sine rejser. Hans tid stod i opbruddets tegn: den forfinede, romerske kultur var slut, og det nye, middelalderlige Europa var først ved at opstå. Gregor boede lige mellem det merovingiske rige med den frankiske kultur i nord og den gamle gallo-romerske kultur i Sydgallien. I Tours kunne Gregor let holde sig orienteret om alt og møde alle med indflydelse i Frankerriget. Tours lå i skæringspunktet mellem den sejlbare Loireflod og fem romerske landeveje. Det gjorde byen til et knudepunkt for den nord–sydgående trafik mellem Frankerriget, Aquitanien og Spanien. Den var centrum for dyrkelsen af St. Martin med besøg af mange pilgrimme, og byen blev et tilflugtssted for politisk forfulgte ledere under de mange stridigheder i merovingernes rige. Det gav Gregor kontakter med fire af de frankiske konger,
Sigebert 1., Chilperik 1., Gunthchramn 1. og Childebert 1. og et personligt kendskab til alle de ledende frankere, men gjorde hans situation besværlig under de skiftende magtforhold.
Frankerkrøniken (Historia Francorum) består af 10 bind. Bind 1–4 beretter om Verdens historie fra skabelsen frem til kristningen af Gallien, frankernes omvendelse og Chlodovech 1.s erobring af Gallien. Derefter fortælles der mere detaljeret om de frankiske konger til og med Sigeberts død i 575, hvor Gregor havde været biskop af Tours i to år.
Bind 5 og 6 viderefører beretningen og slutter med Chilperiks død i 584. I de år, hvor Chilperik havde magten over Tours, var forholdet mellem ham og Gregor anspændt. Da Chilperik hørte rygter om, at biskoppen af Tours skulle have bagtalt hans hustru, fik han Gregor arresteret og anklaget for forræderi. Det var en anklage, som truede både Gregors bispeværdighed og liv. Det kan være grunden til, at det mest veltalende afsnit i Historia netop er i slutningen af bind 6, hvor Chilperik beskrives som meget usympatisk.
Bind 7–10 bliver stadigt mere personligt præget og fører beretningen frem til år 591. Gregor lavede en efterskrift i 594, det år han døde.
Det er svært at vide, om Frankerkrøniken er en bestilt beretning om kongerne, og om Gregor skrev for at behage dem. Han behandler tilsyneladende ét af kongehusene venligere end de andre, og han var tydeligvis katolsk biskop. Han fordømmer den kætterske arianisme hos de andre germanske folk, og han fordømmer hedninge og jøder.
Gregors uddannelse var begrænset til religion, og han kendte meget lidt til de klassiske, romerske værker, og selv om han havde læst Virgil, bruger han sin viden til at advare om, at "vi ikke bør gengive deres løgnagtige fabler, hvis vi ikke vil rammes af den evige fordømmelse".

### Tekstkilder
- Digital faksimile af håndskriftet NKS 1878 2° på Det Kongelige Bibliotek (et blad fra 600-tallet, en af de ældste kilder til Frankerkrøniken)

### Primære kilder (trykte)
- Gregor af Tours Glory of the Confessors, oversat til engelsk af R. Van Dam (Liverpool, 1988)
- Gregor af Tours: Glory of the Martyrs, oversat til engelsk af R. Van Dam (Liverpool, 1988)
- Gregor af Tours: History of the Franks, oversat til engelsk af L. Thorpe (Penguin, 1974 og senere)
- Gregor af Tours: Life of the Fathers, oversat til engelsk af E. James (Liverpool, 1985)
- Gregor af Tours: The Miracles of the Bishop St. Martin, oversat til engelsk af R. Van Dam i Saints and their Miracles in Late Antiwue Gaul (Princeton, 1993)
- Gregor af Tours: The Suffering and Miracles of the Martyr St. Julian, oversat til engelsk af R. Van Dam i Saints and their Miracles in Late Antiwue Gaul (Princeton, 1993)

### Sekundære kilder (trykte)
- P. Brown: The Cult of the Saints (London, 1981)
- W. Goffart: The Narrators of Barbarian History (A.D. 550–800) (Princeton, 1988)
- E. James: The Franks (Oxford, 1988)
- R. Van Dam: Saints and their miracles in late antique Gaul (Princeton, 1993)
- I.N. Wood: The Merovingian kingdoms 450-751 (London, 1994)
- I.N. Wood: Gregory of Tours (Oxford, 1994)